# Alberta (Éducation) c. Canadian Copyright Licensing Agency (Access Copyright)

Alberta (Éducation) c. Canadian Copyright Licensing Agency (Access Copyright) est un arrêt de principe de la Cour suprême du Canada en matière de droit d'auteur rendu le 12 juillet 2012.

## Les faits
Access Copyright a conclu des ententes avec le ministère de l'Éducation de l'Alberta et les ministères de l'Éducation et commissions scolaires des autres provinces de common law (toutes les provinces sauf le Québec) pour rendre disponible les œuvres d'auteurs et éditeurs de son répertoire. Elle représente ces auteurs et éditeurs. Access Copyright demande à la Commission du droit d'auteur du Canada d'homologuer un tarif applicable pour l'utilisation des œuvres dans les écoles primaires et secondaires. 
La Commission du droit d'auteur conclut que l'usage fait par l'enseignant de ces œuvres constitue un usage d'« étude privée ou de recherche » au sens de l'article 29 de la Loi sur le droit d'auteur. Toutefois, elle estime que l'usage ne satisfait pas aux conditions de l'utilisation équitable

## Historique judiciaire antérieur
La Cour d'appel fédérale confirme la conclusion de la Commission du droit d'auteur. 
Les ministères et commissions scolaires forment un pourvoi en Cour suprême.

## Jugement de la Cour suprême
Le pourvoir du ministère de l'Éducation est accueilli. La Cour renvoie l'affaire à la Commission du droit d'auteur pour réexamen.

## Motifs du jugement
La CSC, par la voix du juge Rosalie Abella, affirme qu'il est impossible de distinguer les copies faites par les instructeurs de celles faites par les étudiants. Le terme « instructeur » signifie toute personne autorisée par la loi à dispenser des enseignements à d'autres personnes. Le terme « étudiant » signifie toute personne recevant des enseignements. En effet, les instructeurs font des copies pour l'instruction des étudiants. Selon Abella, la plupart des étudiants sont incapables de déterminer quels documents ils doivent se procurer pour poursuivre leurs études, et doivent donc suivre les conseils de leurs instructeurs. Ils étudient ce que leur indiquent leurs instructeurs. 

« L'instructeur/copieur partage donc un but symbiotique avec l'étudiant/utilisateur qui s'est engagé dans une recherche ou une étude de nature privée. L'instruction et la recherche/étude privée sont, dans le contexte scolaire, tautologiques »

Elle continue en affirmant que les photocopies faites dans les écoles primaires et secondaires sont un élément essentiel de la recherche/étude privée des étudiants. Il importe peu que ces copies soient réalisées à la demande et d'une autre façon. Selon elle, le mot « privée » dans « étude privée » ne doit pas être interprété comme une obligation des utilisateurs de consulter les ouvrages sous copyright dans un isolement formidable.
La juge Abella explique que la quantité de matériel photocopié ne peut suffire à établir s'il y a violation du copyright. Il faut tenir compte de la proportion des extraits relativement à la taille de l'ouvrage. Elle rejette également la proposition d'acheter des manuels pour tous les étudiants d'où sont pris les extraits. Les écoles ont déjà payé pour ces manuels, qui sont en classe ou à la bibliothèque. Les instructeurs ne font que faciliter la consultation de leur contenu en photocopiant des extraits. Si c'était interdit, les étudiants ne consulteraient pas les ouvrages ou iraient à la bibliothèque pour les consulter. Toujours selon elle, il est déraisonnable d'exiger l'achat de tous les manuels consultés par les étudiants, alors que les recherches ont démontré que les instructeurs en extraient le plus souvent des informations pour enrichir les manuels utilisés en classe. Selon la position adoptée par la Commission du droit d'auteur du Canada, les écoles seraient tenues d'acquérir une copie de tous les textes, de tous les manuels et de tous les magazines consultés par les instructeurs. « C'est manifestement un objectif irréaliste », écrit-elle. 
Plus loin, la juge Abella reconnaît que le marché du livre subit un déclin économique depuis une vingtaine d'années, mais Access Copyright n'a pas fait la démonstration que ce déclin provient des photocopies d'extraits faites par les instructeurs. Il lui est difficile de croire que les instructeurs sont des compétiteurs dans l'industrie du livre, puisqu'ils ne font que photocopier de courts extraits des manuels. Pour toutes ces raisons, la CSC voit la photocopie d'extraits de manuels dans le cadre scolaire comme une utilisation équitable.

## Sources secondaires
- Myra J. Tawfik. The Supreme Court of Canada and the Fair Dealing Trilogy EN ligne. Page consultée le 2022-06-20
- INTELLECTUAL PROPERTY – THE YEAR IN REVIEW LAW SOCIETY OF UPPER CANADA
- L’immunité de la Couronne à l’égard des lois, la Loi sur le droit d’auteur et l’affaire Manitoba c Canadian Copyright Licensing Agency
- Lucie Audet. Étude sur le droit d’auteur en formation à distance en français au Canada